# Catasetum longifolium
Catasetum longifolium là một loài phong lan.
 Tư liệu liên quan tới Catasetum longifolium tại Wikimedia Commons

## Hình ảnh

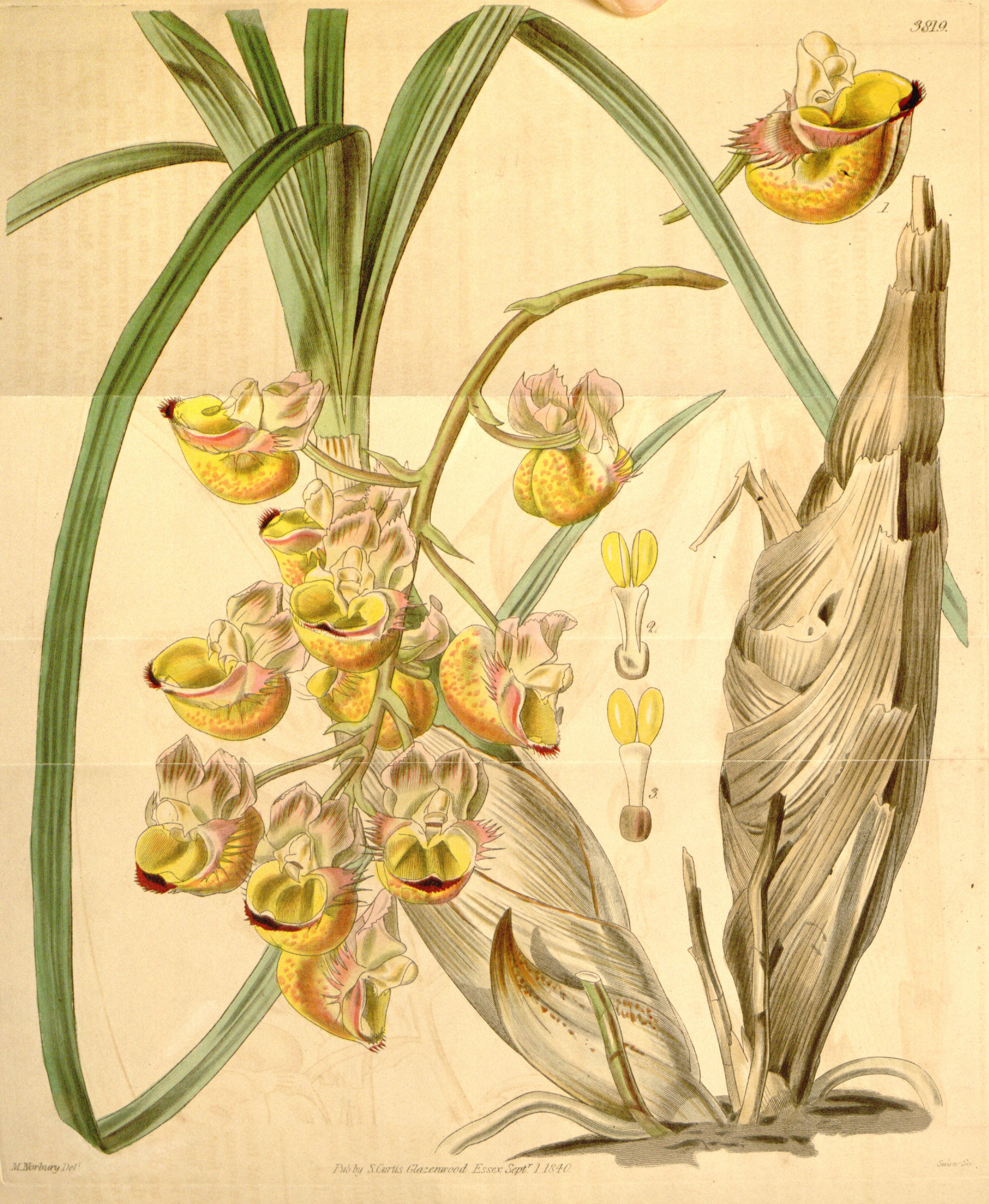
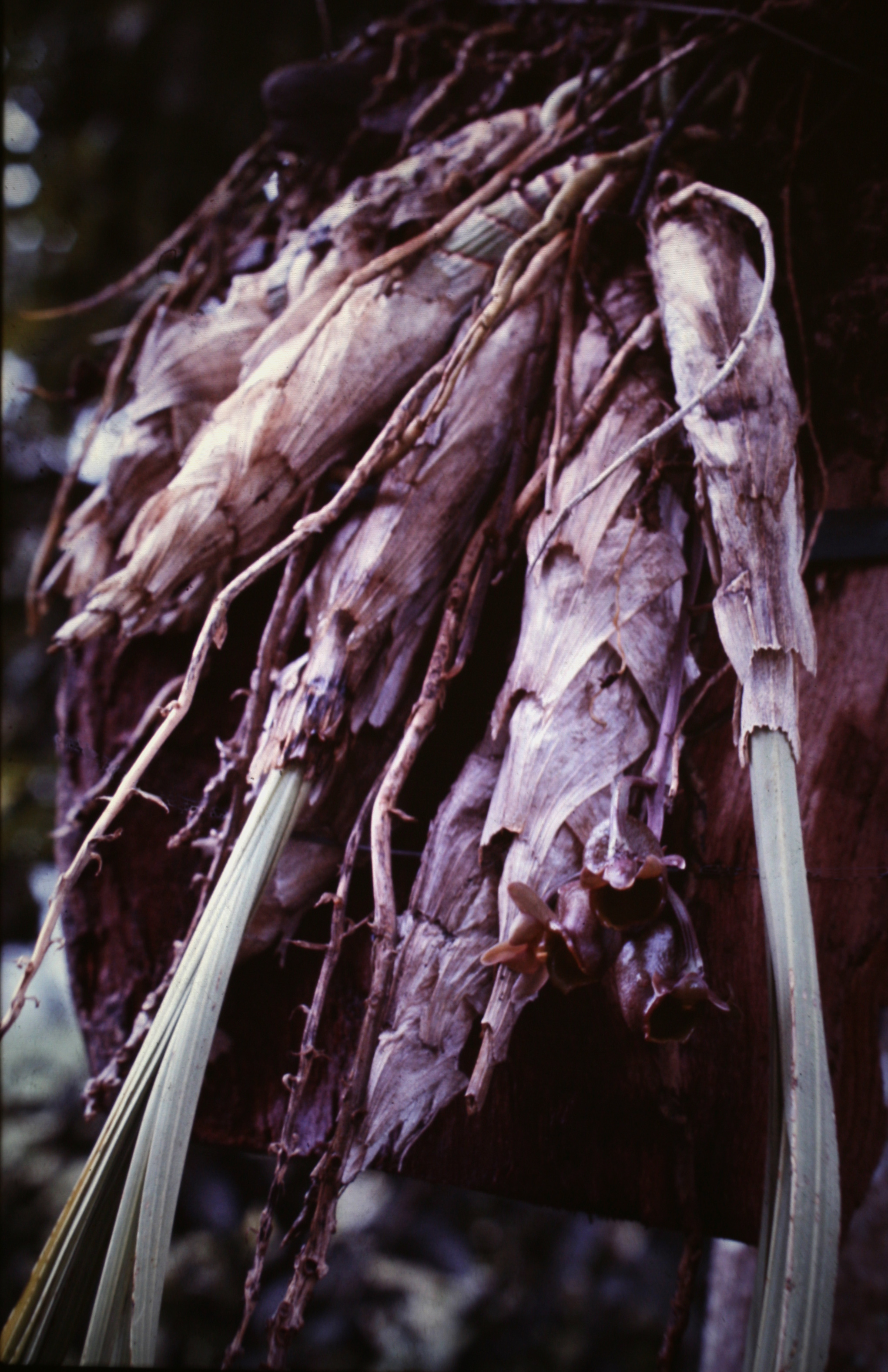
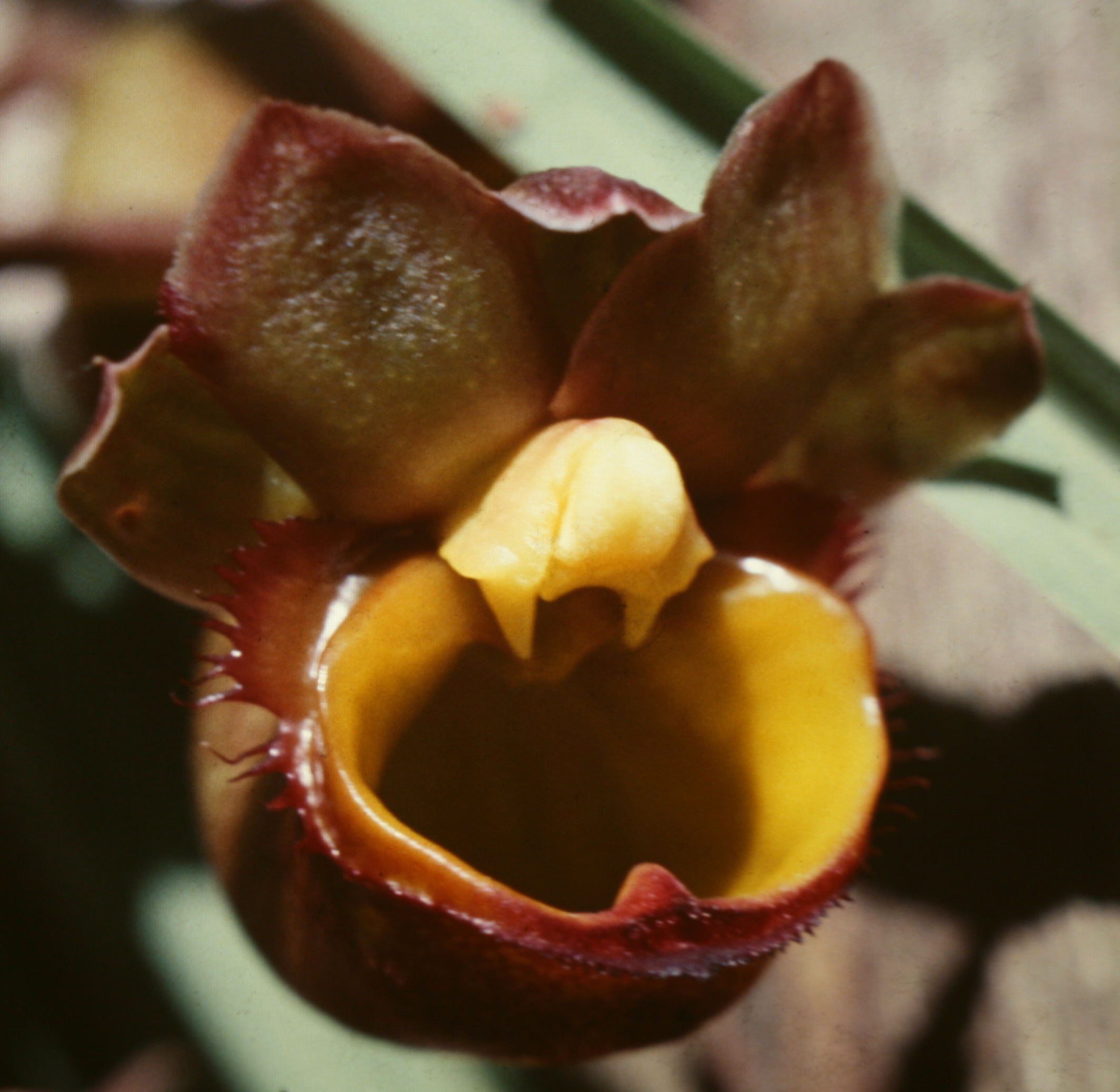
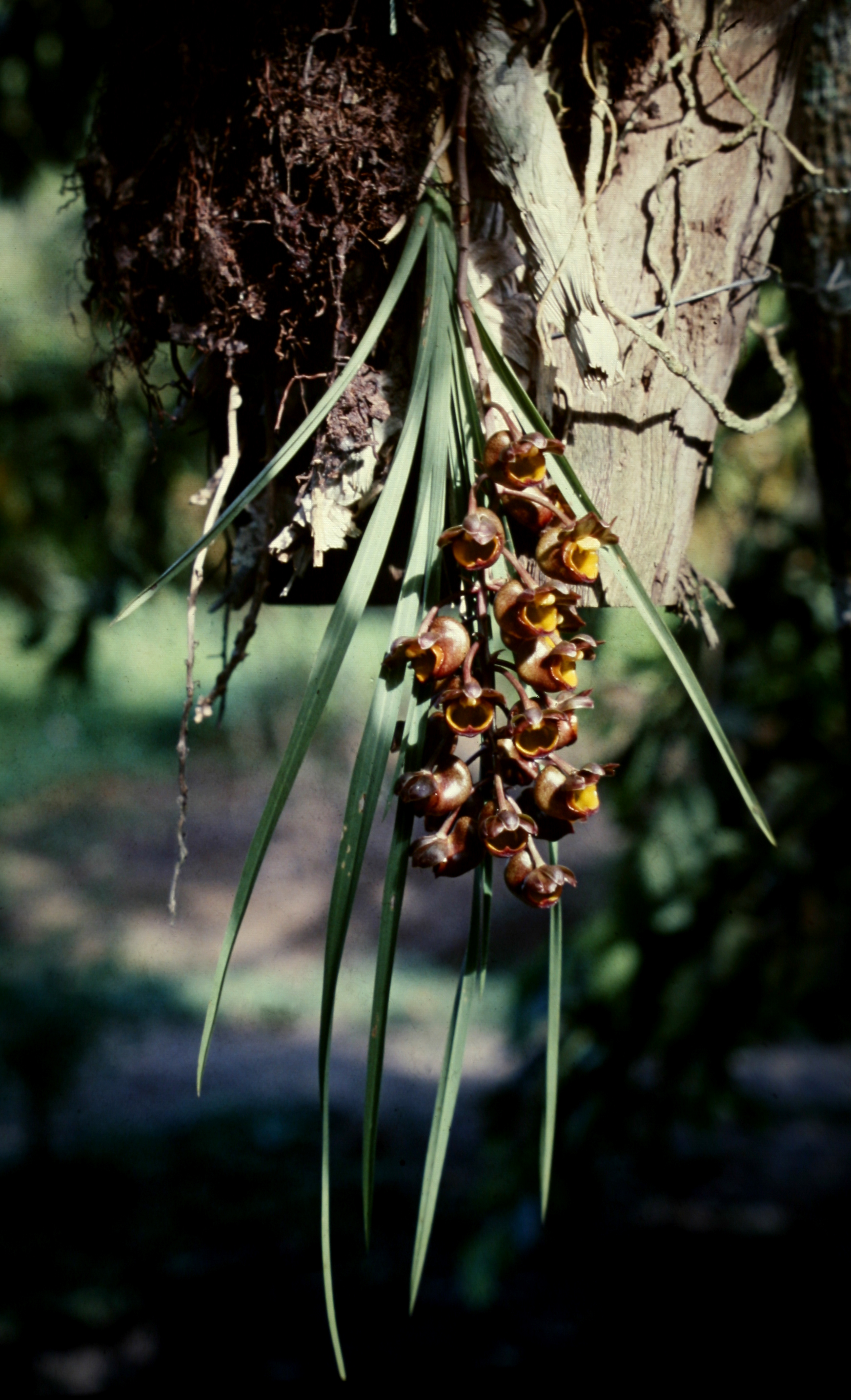